# Porphyrinia ignefusa
Porphyrinia ignefusa là một loài bướm đêm trong họ Noctuidae.